# Tovaria
Tovariaceae é uma família de plantas angiospérmicas (plantas com flor - divisão Magnoliophyta), pertencente à ordem Brassicales.
O grupo contém apenas um género, Tovaria e duas espécies.
São plantas herbáceas ou semi-lenhosas de dimensões apreciáveis. Anuais ou perenes, de folhas compostas e aromáticas. Ocorrem nas regiões subtropicais a tropicais da América.